# ГЕС Банве
ГЕС Банве (в'єт. Thủy điện Bản Vẽ) — гідроелектростанція у провінції Нгеан у північній частині В'єтнаму. Знаходячись перед ГЕС Кхебо, становить верхній ступінь каскаду на річці Ка, яка впадає до Південнокитайського моря біля міста Вінь. Можливо також відзначити, що вище по течії планується звести ГЕС Мілі (в'єт. Mỹ Lý) (180 МВт).
У межах проєкту річку перекрили греблею з ущільненого котком бетону висотою 136 метрів та довжиною 480 метрів, яка потребувала 1,75 млн м3 матеріалу та утримує водосховище об'ємом 1,8 млрд м3.
Розташований на лівому березі Ка за 0,6 км від греблі машинний зал обладнали двома турбінами типу Френсіс загальною потужністю 320 МВт. У перші три роки після введення в експлуатацію станція виробляла від 1125 до 1292 млн кВт·год електроенергії на рік.